# Dipterocarpus gracilis
Dipterocarpus gracilis är en tvåhjärtbladig växtart som beskrevs av Carl Ludwig von Blume. Dipterocarpus gracilis ingår i släktet Dipterocarpus och familjen Dipterocarpaceae. Inga underarter finns listade i Catalogue of Life.

## Bildgalleri

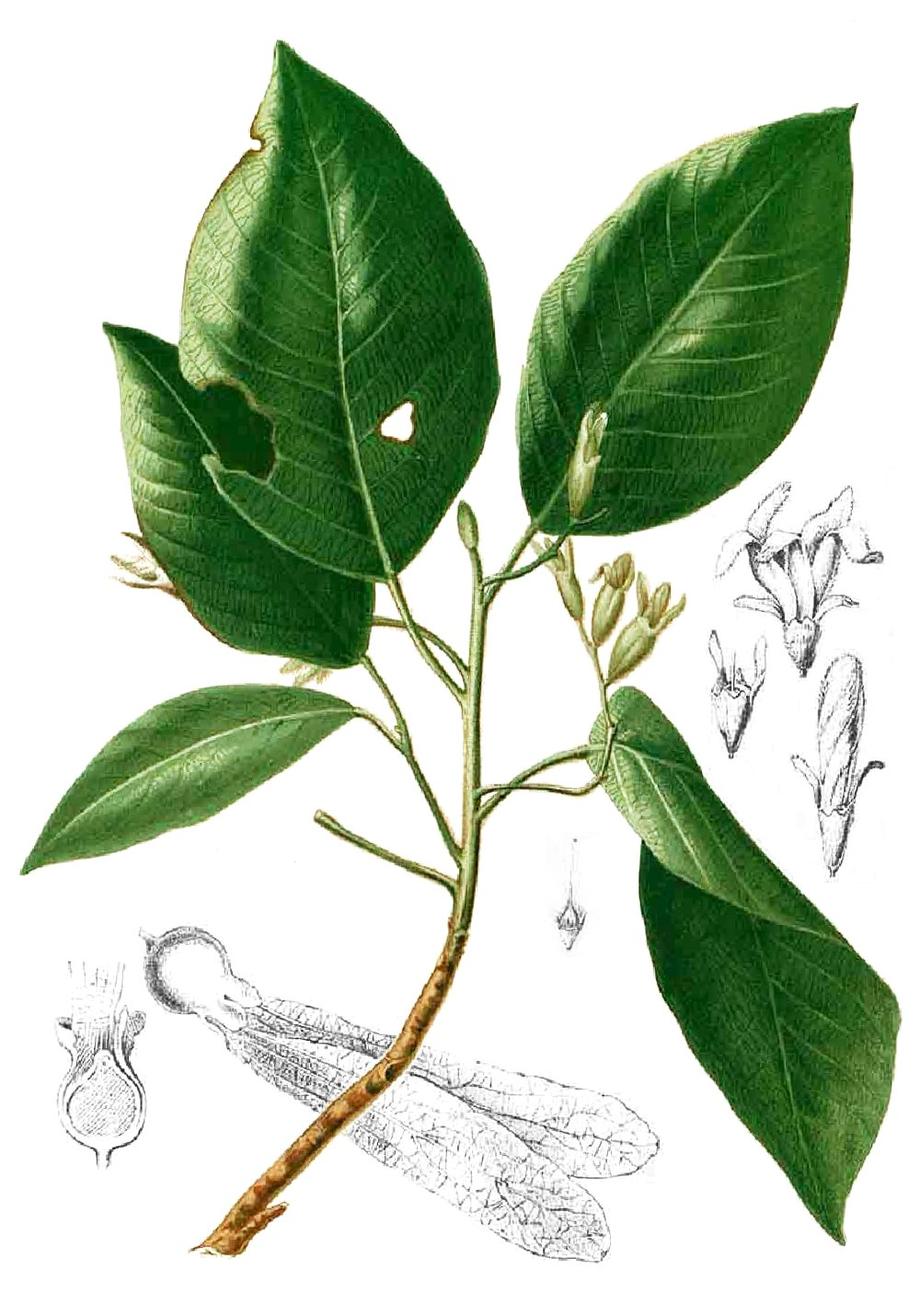
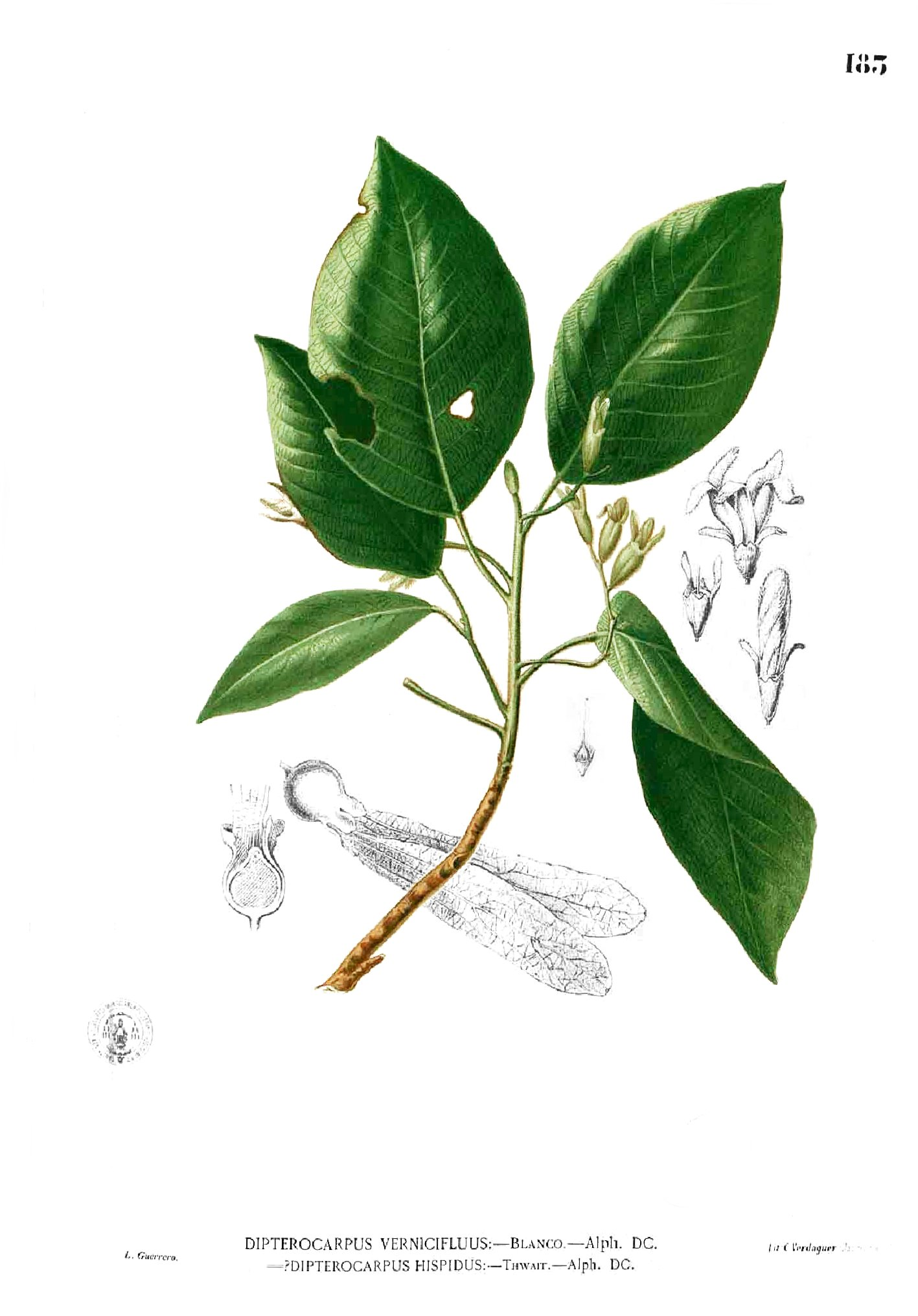